# Ajaksíp (orgona)
Az ajaksípok olyan orgonasípok, melyek működési elvük alapján az ajaksípos hangszerek családjába tartoznak. Lényegük, hogy alsó végükön lévő sípszerkezetük peremhangos hangforrásként működik, amely a hozzá csatlakozó csőszerű síptest levegőoszlopát rezgésbe hozza. Az ajaksípok ajakregisztereket alkotnak, ezek adják rendszerint az orgona regisztereinek többségét szemben a nyelvregiszterekkel.

## Az ajaksípok jellemzői

### Az ajaksípok formája
- Hengeres: a síp falai párhuzamosak egymással, így a síp teste henger vagy hasáb alakú.
- Kúpos: a síptest felfelé szűkül, avagy bővül.
- Ritkább esetben az első kettő keveréke is lehet.

### Az ajaksíp bősége vagy menzúrája
Menzúrán a síp hosszúságának és keresztmetszetének arányát értjük. A szűk menzúrájú sípok hangja felhangdús – vonós jellegű –, a bő menzúrájú sípok hangjában az alaphang dominál és a felhangsor e regiszterek sípjaiban kevésbé érvényesül – hangjuk a fuvolákéhoz hasonló.

### Az ajaksípok anyaga
Az ajaksípok anyaga szintén jelentős befolyással bír az általa megszólaltatott hangszínre. A fémsípokat mindig ón és ólom keverékéből készítik. Az ajaksíp hangja annál lágyabb és puhább, minél magasabb az ólom aránya. Ebből következik: az ón százalékos arányának növelésével a síp hangja keményebb, ércesebb lesz. 
Az ajaksípokhoz leggyakrabban fenyőt és tölgyet használnak, ritkább esetben juhart és mahagónit.

### A lábfurat
Nyílásának bősége az azon áthaladó szél mennyiségét szabályozza. Minél magasabb a lábfurat, az ajakregiszter sípjainak hangja annál erősebb.

### A felvágás
Magassága határozza meg a hang színét. Minél alacsonyabb az ajak felvágása, annál felhangdúsabb hangszínt fog adni az ajaksíp.